# Circondario di Termini Imerese
Il circondario di Termini era uno dei quattro circondari in cui era suddivisa la provincia di Palermo, esistito dal 1861 al 1926.

## Storia
Con l'Unità d'Italia (1861) la suddivisione in province e circondari stabilita dal Decreto Rattazzi fu estesa all'intera Penisola. In Sicilia il decreto Rattazzi fu promulgato dal prodittatore Crispi il 26 agosto 1860 con decreto n. 414.
Il circondario di Termini Imerese venne soppresso nel 1926 e il territorio assegnato al circondario di Palermo, esclusi i nove comuni di Alia, Aliminusa, Caltavuturo, Cerda, Montemaggiore Belsito, Roccapalumba, Sciara, Sclafani e Valledolmo assegnati al circondario di Cefalù.

## Caratteristiche
Il circondario di Termini Imerese in origine era composto da otto mandamenti e ventuno comuni. A seguire elenco dei nove mandamenti e dei relativi dodici comuni (nomi originali dell'epoca).
1. Termini
  1. Termini
  2. Trabia
  3. Altavilla
2. Alia
  1. Alia
  2. Roccapalumba
  3. Valledolmo
  4. Vicari
3. Ciminna
  1. Ciminna
  2. Baucina
  3. Ventimiglia
4. Montemaggiore
  1. Montemaggiore
  2. Caltavuturo
  3. Aliminusa
  4. Sclafani
5. Caccamo
  1. Caccamo
  2. Sciara
  3. Cerda
6. Mezzojuso
  1. Mezzojuso
  2. Villafrati
  3. Diana
  4. Godrano
7. Lercara
8. Castronovo